# 이충구 (1941년)
이충구(李忠求, 1941년 12월 1일 ~ )는 예비역 육군 소위 전역한 대한민국의 기업가 겸 외교관이자 정치인이다.
학군사관 1기 출신인 그는 헤어 드라이어의 명가급 기업이라 널리 알려진 "유닉스 전자"의 회장이다.

## 주요 이력

### 주요 경력
- 1978년 유닉스 전자 사장.
- 1991년 그레나다 총영사관 주재 예하 명예 대한민국 영사.
- 1995년 자유민주연합 국방외교안보행정특보위원.
- 2001년 유닉스 전자 회장.
- 2001년 한국전기제품안전진흥원 부이사장.

### 학력
- 인천고등학교 졸업
- 성균관대학교 생명과학과 학사
- 육군보병학교 졸업
- 육군포병학교 졸업
- 고려대학교 대학원 행정학과 행정학 석사

#### 비학위 수료
- 고려대학교 경영대학원 최고경영자과정 수료

#### 명예 박사 학위
- 성균관대학교 명예 경영학 박사